# Axel Teichmann
Pour les articles homonymes, voir Teichmann.
Axel Teichmann, né le 14 juillet 1979 à Ebersdorf, est un fondeur allemand. Champion du monde en 2003 et 2007, il remporte le globe de cristal en 2005, ayant fini en tête du classement général de la Coupe du monde, compétition où il est vainqueur de treize courses individuelles. Seul le titre olympique lui échappe, remportant deux médailles d'argent lors des jeux de Vancouver en 2010.

## Palmarès

### Jeux olympiques
Durant les Jeux olympiques d'hiver de 2010, Teichmann obtient deux médailles d'argent, d'abord en compagnie de Tim Tscharnke en sprint par équipes puis lors du 50 km classique, battu au sprint par Petter Northug.
| Épreuve / Édition           | Épreuve / Édition                | Salt Lake City 2002              | Turin 2006                         | Vancouver 2010                     | Sotchi 2014 |
| Poursuite / Skiathlon       |                                  |                                  |                                    |                                    |             |
| 20 km                       | 38e                              | Épreuve inexistante à cette date | Épreuve inexistante à cette date   | Épreuve inexistante à cette date   |             |
| 30 km                       | Épreuve inexistante à cette date | -                                | -                                  | 23e                                |             |
| Sprint individuel           | Sprint individuel                | -                                | -                                  | -                                  | -           |
| Sprint par équipes          | Sprint par équipes               | Épreuve inexistante à cette date | -                                  | Médaille d'argent, Jeux olympiques | -           |
| 15 km                       |                                  |                                  |                                    |                                    |             |
| Classique                   | 14e                              | -                                | Épreuve inexistante à cette date   | 8e                                 |             |
| Libre                       | Épreuve inexistante à cette date | Épreuve inexistante à cette date | 44e                                | -                                  |             |
| 30 km Libre départ en masse | 30 km Libre départ en masse      | 19e                              | Épreuve inexistante à cette date   | Épreuve inexistante à cette date   | -           |
| 50 km                       |                                  |                                  |                                    |                                    |             |
| Classique                   | -                                | Épreuve inexistante à cette date | Épreuve inexistante à cette date   | Épreuve inexistante à cette date   |             |
| Libre départ en masse       | Épreuve inexistante à cette date | -                                | Épreuve inexistante à cette date   | 39e                                |             |
| Classique départ en masse   | Épreuve inexistante à cette date | Épreuve inexistante à cette date | Médaille d'argent, Jeux olympiques | -                                  |             |
| Relais 4 × 10 km            | Relais 4 × 10 km                 | -                                | -                                  | 6e                                 | 9e          |

Légende :
- : deuxième place, médaille d'argent
- : pas d'épreuve
- — : non disputée par Teichmann

### Championnats du monde
| Épreuve / Édition           | Épreuve / Édition           | Ramsau 1999 | Lahti 2001 | Val di Fiemme 2003       | Oberstdorf 2005          | Sapporo 2007         | Liberec 2009             | Oslo 2011                 | Val di Fiemme 2013 |
| Sprint Classique            | Sprint Classique            |             |            |                          |                          |                      |                          |                           | 23e                |
| Sprint par équipes          | Classique                   |             |            |                          |                          |                      | Médaille d'argent, monde |                           | 9e                 |
| Sprint par équipes          | Libre                       |             |            |                          | Médaille d'argent, monde | 4e                   |                          |                           |                    |
| 10 km Classique             | 10 km Classique             | 34e         |            |                          |                          |                      |                          |                           |                    |
| 15 km                       | Classique                   |             | 14e        | Médaille d'or, monde     | 7e                       | 5e                   | 38e                      | 13e                       |                    |
| 15 km                       | Libre                       |             |            |                          | 7e                       | 4e                   |                          |                           | 9e                 |
| 20 km Poursuite             | 20 km Poursuite             |             | 14e        | 5e                       |                          |                      |                          |                           |                    |
| 30 km Poursuite / Skiathlon | 30 km Poursuite / Skiathlon |             |            |                          | 30e                      | Médaille d'or, monde | 30e                      |                           |                    |
| Relais 4 × 10 km            | Relais 4 × 10 km            |             |            | Médaille d'argent, monde | Médaille d'argent, monde | 4e                   | Médaille d'argent, monde | Médaille de bronze, monde | 7e                 |

Légende :
- : première place, médaille d'or
- : deuxième place, médaille d'argent
- : troisième place, médaille de bronze

### Coupe du monde
- Vainqueur du classement général en 2005.
- 1 petit globe de cristal : 1er du classement de la distance en 2005.
- 39 podiums : 
  - 20 podiums en épreuve individuelle : 8 victoires, 4 deuxièmes places et 8 troisièmes places.
  - 19 podiums en épreuve par équipes : 8 victoires, 4 deuxièmes places et 7 troisièmes places.

#### Courses par étapes
- Meilleur résultat : 3e du Tour de ski 2008-2009.
- 10 podiums sur des étapes de tour : 5 victoires, 2 deuxièmes places et 3 troisièmes places.

##### Victoires d'étapes
| Date             | Lieu                 | Pays               | Course      | Discipline |
| ---------------- | -------------------- | ------------------ | ----------- | ---------- |
| 27 décembre 2008 | Oberhof              | Allemagne          | Tour de ski | 3,75 km L  |
| 31 décembre 2008 | Nové Město na Moravě | République tchèque | Tour de ski | 15 km CC   |
| 3 janvier 2009   | Val di Fiemme        | Italie             | Tour de Ski | 20 km C MS |
| 20 mars 2009     | Falun                | Suède              | Finales     | 3,3 km C   |
| 30 décembre 2011 | Oberhof              | Allemagne          | Tour de ski | 15 km C HS |

Légende :

HS = départ avec handicap

MS = départ en masse

C = classique

L = libre

#### Détail des victoires
| Épreuve / Édition | 15 km       | 15 km             | 20 km poursuite     | 30 km poursuite |
| Épreuve / Édition | libre       | classique         |                     |                 |
| 2003              |             |                   | Ramsau am Dachstein |                 |
| 2004              |             |                   |                     | Kuusamo         |
| 2005              |             | Gällivare Kuusamo |                     | Lago di Tesero  |
| 2007              |             | Otepää            |                     |                 |
| 2008              | Beitostølen | Davos             |                     |                 |

#### Classements en Coupe du monde
| Année     | Classement général final | Classement distance | Classement sprint |
| 1998-1999 | 76e                      |                     | 67e               |
| 1999-2000 | 57e                      | 61e                 | 29e               |
| 2000-2001 | 24e                      |                     | 23e               |
| 2001-2002 | 43e                      |                     | 67e               |
| 2002-2003 | 4e                       |                     | 24e               |
| 2003-2004 | 5e                       | 4e                  | 22e               |
| 2004-2005 | 1er                      | 1er                 | 36e               |
| 2005-2006 | 24e                      | 15e                 |                   |
| 2006-2007 | 18e                      | 10e                 | 37e               |
| 2007-2008 | 8e                       | 8e                  | 29e               |
| 2008-2009 | 6e                       | 6e                  | 49e               |
| 2009-2010 | 7e                       | 10e                 | 36e               |
| 2010-2011 | 49e                      | 30e                 |                   |
| 2011-2012 | 51e                      | 31e                 | 85e               |
| 2012-2013 | 61e                      | 45e                 | 95e               |
| 2013-2014 | 84e                      | 50e                 |                   |

#### Championnats du monde junior
- Saalfelden 1999 : 
  -  Médaille d'or du 10 km style classique.